# Gádor
Gádor é um município da Espanha na província de Almería, comunidade autônoma da Andaluzia, de área 88 km² com população de 3 244 habitantes (2009) e densidade populacional de 36,86 hab/km².

## Demografia
| Variação demográfica do município entre 1996 e 2008 | Variação demográfica do município entre 1996 e 2008 | Variação demográfica do município entre 1996 e 2008 | Variação demográfica do município entre 1996 e 2008 |
| --------------------------------------------------- | --------------------------------------------------- | --------------------------------------------------- | --------------------------------------------------- |
| 1996                                                | 2001                                                | 2004                                                | 2008                                                |
| 2 596                                               | 2 649                                               | 2 874                                               | 3 190                                               |